# 草酸铀酰
草酸铀酰，化学式UO2C2O4，是一种浅黄色的铀酰化合物。它在核燃料循环的前端和后端，以及在工业核反应中经常遇到。由于其吸湿性，草酸铀酰的无水物较稀有，通常是以三水合物 (UO2C2O4·3H2O) 的形式存在。 在常温下，这种粉末为单斜晶系，空间群 P21/c。

## 制备
三水合草酸铀酰可以由硝酸铀酰的六水合物和草酸反应而成。

## 用处
草酸铀酰可用于曝光计中。